# حفاف (النادرة)
تصغير

تعديل مصدري - تعديل

حفاف هي إحدى قرى عزلة المفتاح الأعلى بمديرية النادرة التابعة لمحافظة إب، بلغ تعداد سكانها 788 نسمة حسب تعداد اليمن لعام 2004 و سكانها هم قبيلة ابوشعر.

## المحلات التابعة للقرية
{{الحرف... الجرين... الصلبه...الوصيه... باب الدار}}